# 女の子なんだもん
「女の子なんだもん」（おんなのこなんだもん）は、麻丘めぐみの通算3枚目のシングル。1973年1月15日発売。発売元はビクターエンタテインメント。

## 解説
- 前作「悲しみよこんにちは」と同じく、作詞:千家和也、作曲:筒美京平による作品である。
- アルバム『あこがれ』からのリカット。

## 収録曲
- 全曲作詞：千家和也／作曲・編曲：筒美京平

1. 女の子なんだもん
2. 見果てぬ夢

## 収録作品
- 麻丘めぐみBOX 72-77
- GOLDEN☆BEST 麻丘めぐみ